# Ménil-la-Horgne
Ménil-la-Horgne is een gemeente in het Franse departement Meuse (regio Grand Est) en telt 133 inwoners (1999).
De gemeente maakt deel uit van het arrondissement Commercy en sinds 22 maart 2015 van het kanton Vaucouleurs. Daarvoor was het deel van het op die dag opgeheven kanton Void-Vacon.

## Geografie
De oppervlakte van Ménil-la-Horgne bedraagt 15,8 km², de bevolkingsdichtheid is 8,4 inwoners per km².
De onderstaande kaart toont de ligging van Ménil-la-Horgne met de belangrijkste infrastructuur en aangrenzende gemeenten.

## Demografie
Onderstaande figuur toont het verloop van het inwonertal (bron: INSEE-tellingen).